# 横須賀市立城北小学校
横須賀市立城北小学校（よこすかしりつ じょうほくしょうがっこう）は、神奈川県横須賀市平作にある公立小学校。

## 沿革
- 1959年（昭和34年） - 横須賀市立衣笠小学校分校として開校[1]。
- 1962年（昭和37年）
  - 日付不明 - 独立、創立。
  - 11月1日 - 開校式が行われる。この日を創立記念日とした。
  - 日付不明 - 校章制定・校旗作製。第2校舎東側半分（6教室）増設。
- 1966年（昭和41年） - 第2校舎西側半分（3教室と理科室）増設。
- 1967年（昭和42年） - 体育館兼講堂落成。
- 1968年（昭和43年） - プレハブ校舎（4教室）増設。テレビ設置。
- 1970年（昭和45年） - プレハブ校舎（3教室）増設。
- 1971年（昭和46年） - 創立10周年記念式典挙行。校歌制定。
- 1972年（昭和47年） - 運動場整備完了。
- 1973年（昭和48年） - 鉄筋校舎第1期工事完成（9教室）。
- 1976年（昭和51年） - 鉄筋校舎第2期工事完成（管理棟）。正門設置（旧正門は南門となる）。
- 1981年（昭和56年） - 特殊学級2学級新設。
- 1982年（昭和57年） - 創立20周年記念式典挙行。
- 1985年（昭和60年） - 鉄筋校舎第3期工事完成（第2校舎）。給食室改修。
- 1986年（昭和61年） - プール完成。
- 1989年（平成元年） - アスレチック完成。
- 1990年（平成2年） - ふれあい花壇完成。体育館倉庫改築。
- 1991年（平成3年） - 被服室・特別活動室完成。
- 1992年（平成4年） - 創立30周年記念式典挙行。
- 1993年（平成5年） - 体育館改修。
- 1994年（平成6年） - 校舎外壁時計と体育館ピアノ新調。
- 1995年（平成7年） - 校庭全面改修と防球ネット・破鈴用支柱設置。ベルマーク400万点達成。
- 1996年（平成8年） - 浄化槽の撤去と本下水道の全面設置及び校地全面舗装。さらに、万年塀撤去とフェンスの設置と各教室のテレビ更新・放送設備更新（放送室と体育館）。
- 1997年（平成9年） - 焼窯庫新設。プール全面塗装。衣笠グランド側境に生け垣完成。変電室と受水槽改修。
- 1998年（平成10年） - 第1校舎トイレ全面改修。器械警備開始。子ども110番の家設置。学習用パソコン20台設置（昨年度10台に追加）。
- 1999年（平成11年） - どろんこ広場・自然観察園設置。
- 2000年（平成12年） - 給食室全面改修。自動点火ストーブ設置。
- 2001年（平成13年） - 非常ベル設置。第1校舎全面塗装。コンピューター室完成。
- 2002年（平成14年） - 創立40周年記念集会（40周年記念誌発行）。
- 2005年（平成17年） - この年度から2学期制実施。遊具新設工事。
- 2006年（平成18年） - 耐震補強工事。
- 2007年（平成19年） - 防犯カメラ設置。
- 2008年（平成20年） - 各教室にパソコン設置。
- 2010年（平成22年） - ベルマーク600万点を達成[2]。アスレチック工事完成。
- 2011年（平成23年） - 円形ホールが「にこにこホール」となる。
- 2012年（平成24年） - 創立50周年記念式典挙行。
- 2013年（平成25年） - 体育館電灯改修工事（LED化）。
- 2014年（平成26年） - ウォータークーラー2機・赤外線暖房機2機（体育館用）が、PTAより寄贈される。
- 2017年（平成29年） - 第1校舎普通教室建具改修工事。
- 2018年（平成30年） - 第2校舎のトイレ改修。

## 通学区域
2020年度は以下の通りである。
- 衣笠栄町3丁目、4丁目
- 金谷2丁目の内2番～4番、11番、3丁目の内4番～6番
- 平作1丁目～3丁目、6丁目（8番を除く）、7丁目（1番～3番を除く）
  - また、衣笠小学校の通学区域である衣笠栄町2丁目68番地36～59号からと池上小学校の通学区域である平作7丁目1～3番からは、本校へ通うことができる[4]。

## 進学先中学校
本校の通学区域がそれとなっているのは衣笠中学校である。
また、公立学校選択制により以下の学校にも通うことができる。
- 公郷中学校
- 池上中学校
- 大矢部中学校
- 坂本中学校
- 不入斗中学校

## 交通
- JR横須賀線衣笠駅から、徒歩約540m・約8分（直線距離では約380mだが、駅出入口設置場所と道路の関係でやや遠回りとなる）。

## 著名な出身者
- 青山美夏人（プロ野球選手）